# Мария (албум на Тоника СВ)
„Мария“ е вторият студиен албум на вокална група Тоника СВ. Записан е през 1982 г. в студията на Българското радио и Балкантон под съпровода на оркестъра на Ансамбъла на Строителни войски. Издаден е на дългосвиреща плоча и аудиокасета от Балкантон през 1983 г. Каталожен номер на плочата: ВТА 11235, каталожен номер на касетата: ВТМС 7066.

## Списък на песните
1. „Мария“
2. „Цвете за обич“
3. „За старата любов“
4. „Рубик куб“
5. „Да можехме“
6. „Малайка“
7. „Старата игра“
8. „Едно момче на път“
9. „Нощен влак“
10. „О, Маляо“
11. „Мандолината“